# ふたりの夜明け
「ふたりの夜明け」（ふたりのよあけ）は、1980年8月に発売された五木ひろしのシングルである。

## 解説
- 本楽曲は、同年末の『第31回NHK紅白歌合戦』の白組トリで歌唱された。

## 収録曲
1. ふたりの夜明け（3分47秒）
作詞：吉田旺／作曲：岡千秋／編曲：竹村次郎
2. 忘れはしない（3分30秒）
作詞：たかたかし／作曲：徳久広司／編曲：京建輔